# Grand Prix Formule 1 van Maleisië 2009

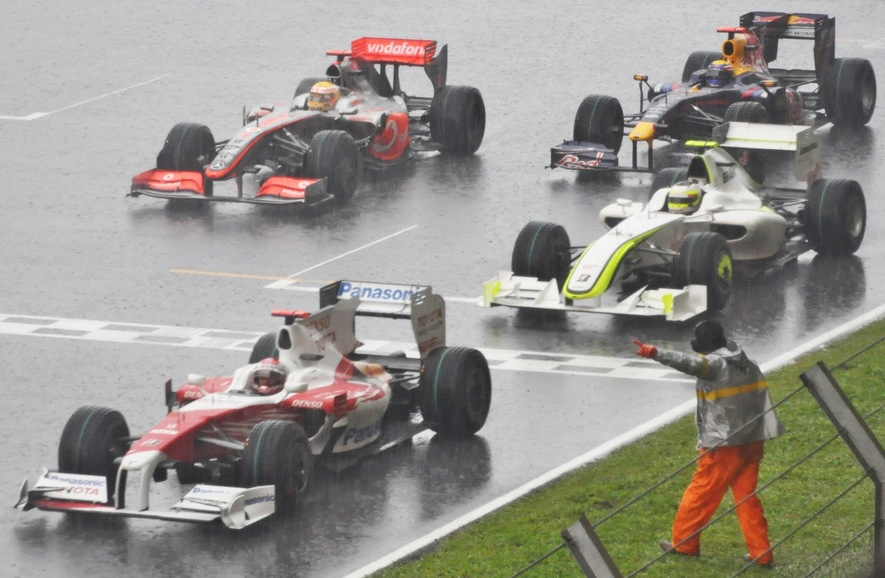
Hevige regen tijdens de race.

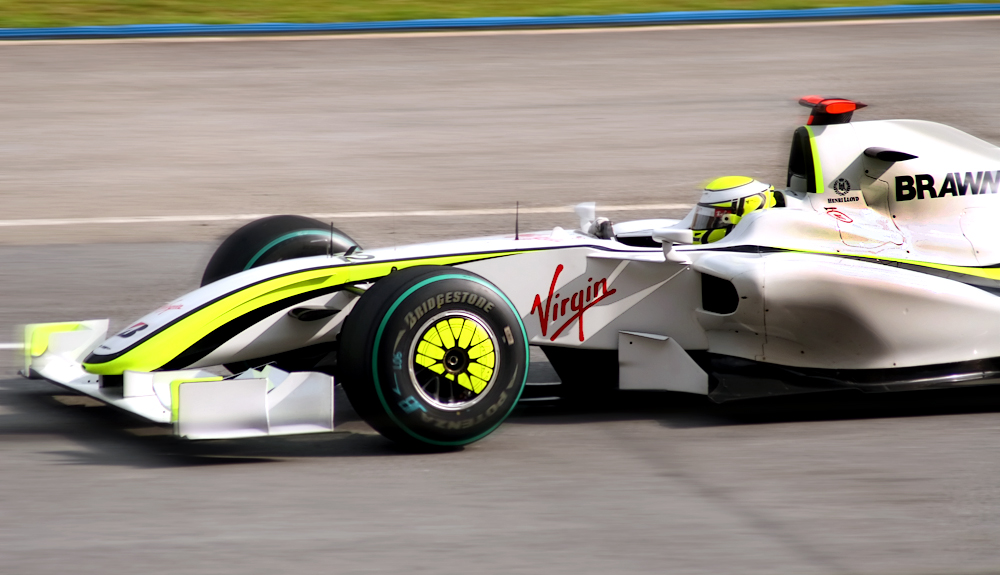
Winnaar Jenson Button.

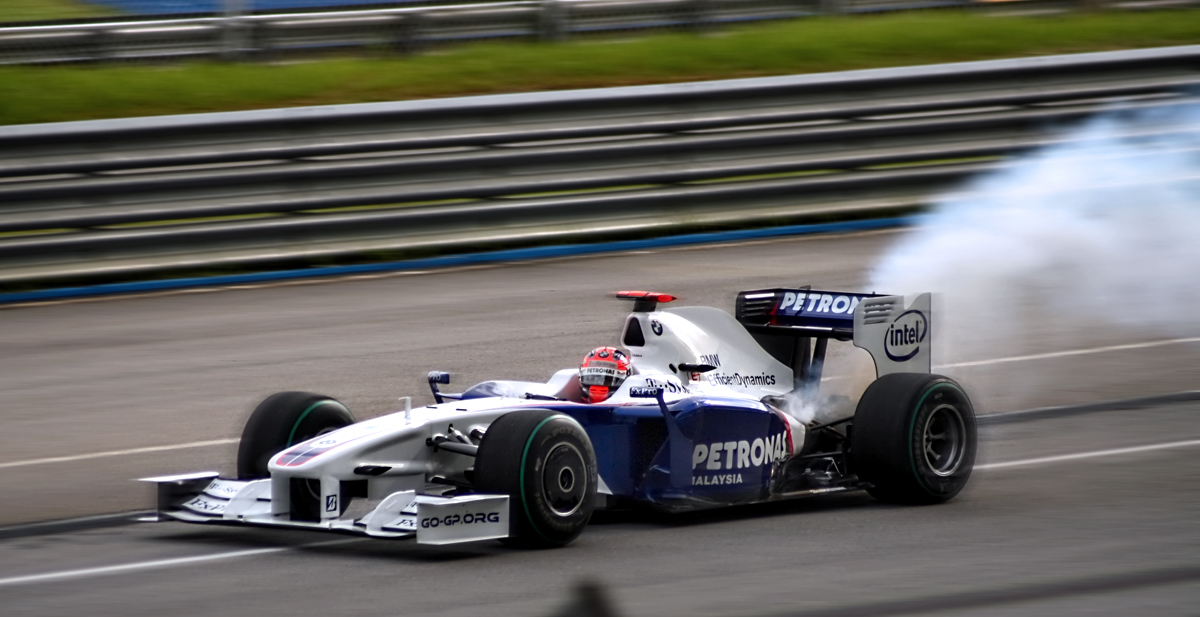
Robert Kubica.

De Grand Prix Formule 1 van Maleisië 2009 werd gehouden op 5 april 2009 op het Sepang International Circuit in Sepang, Maleisië. Het was de tweede grand prix van het kampioenschap en de race werd gewonnen door Jenson Button.
De race vond plaats in hevig regenweer en de wedstrijd werd na 33 ronden vroegtijdig beëindigd, de uitslag werd volgens de reglementering opgemaakt aan de hand van de posities op het einde van ronde 31. Omdat de race geen 75% van de geplande afstand haalde, werden er halve punten toegekend. Het was de vijfde keer dat er halve punten werden toegekend. De andere vier races waar dit gebeurde zijn de grands prix van Spanje 1975, Oostenrijk 1975, Monaco 1984 en Australië 1991. In 2021 werden tijdens de Grand Prix van België ook halve punten toegekeerd. Door hevige regenval werden er slechts twee ronden achter de safetycar verreden.

## Kwalificatie
| Positie | Nummer | Naam                 | Team                 | Q1       | Q2       | Q3       | Grid |
| ------- | ------ | -------------------- | -------------------- | -------- | -------- | -------- | ---- |
| 1       | 22     | Jenson Button        | Brawn-Mercedes       | 1:35.058 | 1:33.784 | 1:35.181 | 1    |
| 2       | 9      | Jarno Trulli         | Toyota               | 1:34.745 | 1:33.990 | 1:35.273 | 2    |
| 3       | 15     | Sebastian Vettel     | Red Bull-Renault     | 1:34.935 | 1:34.276 | 1:35.518 | 131  |
| 4       | 23     | Rubens Barrichello   | Brawn-Mercedes       | 1:34.681 | 1:34.387 | 1:35.651 | 82   |
| 5       | 10     | Timo Glock           | Toyota               | 1:34.907 | 1:34.258 | 1:35.690 | 3    |
| 6       | 16     | Nico Rosberg         | Williams-Toyota      | 1:35.083 | 1:34.547 | 1:35.750 | 4    |
| 7       | 14     | Mark Webber          | Red Bull-Renault     | 1:35.027 | 1:34.222 | 1:35.797 | 5    |
| 8       | 5      | Robert Kubica        | BMW Sauber           | 1:35.166 | 1:34.562 | 1:36.106 | 6    |
| 9       | 4      | Kimi Räikkönen       | Ferrari              | 1:35.476 | 1:34.456 | 1:36.170 | 7    |
| 10      | 7      | Fernando Alonso      | Renault              | 1:35.260 | 1:34.706 | 1:37.659 | 9    |
| 11      | 6      | Nick Heidfeld        | BMW Sauber           | 1:35.110 | 1:34.769 |          | 10   |
| 12      | 17     | Kazuki Nakajima      | Williams-Toyota      | 1:35.341 | 1:34.788 |          | 11   |
| 13      | 1      | Lewis Hamilton       | McLaren-Mercedes     | 1:35.280 | 1:34.905 |          | 12   |
| 14      | 2      | Heikki Kovalainen    | McLaren-Mercedes     | 1:35.023 | 1:34.924 |          | 14   |
| 15      | 11     | Sébastien Bourdais   | Toro Rosso-Ferrari   | 1:35.507 | 1:35.431 |          | 15   |
| 16      | 3      | Felipe Massa         | Ferrari              | 1:35.642 |          |          | 16   |
| 17      | 8      | Nelson Piquet jr.    | Renault              | 1:35.708 |          |          | 17   |
| 18      | 21     | Giancarlo Fisichella | Force India-Mercedes | 1:35.908 |          |          | 18   |
| 19      | 20     | Adrian Sutil         | Force India-Mercedes | 1:35.951 |          |          | 19   |
| 20      | 12     | Sébastien Buemi      | Toro Rosso-Ferrari   | 1:36.107 |          |          | 20   |

- 1Sebastian Vettel werd tien plaatsen achteruit gezet nadat hij tijdens de Australische grand prix een vermijdbare aanrijding had met Robert Kubica.
- 2Rubens Barrichello werd vijf plaatsen achteruit gezet na het vervangen van de versnellingsbak.

## Race
| Positie | Nummer | Coureur              | Team                 | Rondes | Tijd/Oorzaak uitval | Startplaats | Punten |
| ------- | ------ | -------------------- | -------------------- | ------ | ------------------- | ----------- | ------ |
| 1       | 22     | Jenson Button        | Brawn-Mercedes       | 31     | 55:30.622           | 1           | 5      |
| 2       | 6      | Nick Heidfeld        | BMW Sauber           | 31     | +22.722             | 10          | 4      |
| 3       | 10     | Timo Glock           | Toyota               | 31     | +23.513             | 3           | 3      |
| 4       | 9      | Jarno Trulli         | Toyota               | 31     | +46.173             | 2           | 2½     |
| 5       | 23     | Rubens Barrichello   | Brawn-Mercedes       | 31     | +47.360             | 8           | 2      |
| 6       | 14     | Mark Webber          | Red Bull-Renault     | 31     | +52.333             | 5           | 1½     |
| 7       | 1      | Lewis Hamilton       | McLaren-Mercedes     | 31     | +1:00.733           | 12          | 1      |
| 8       | 16     | Nico Rosberg         | Williams-Toyota      | 31     | +1:11.576           | 4           | ½      |
| 9       | 3      | Felipe Massa         | Ferrari              | 31     | +1:16.932           | 16          |        |
| 10      | 11     | Sébastien Bourdais   | Toro Rosso-Ferrari   | 31     | +1:42.164           | 15          |        |
| 11      | 7      | Fernando Alonso      | Renault              | 31     | +1:49.422           | 9           |        |
| 12      | 17     | Kazuki Nakajima      | Williams-Toyota      | 31     | +1:56.130           | 11          |        |
| 13      | 8      | Nelson Piquet Jr.    | Renault              | 31     | +1:56.713           | 17          |        |
| 14      | 4      | Kimi Räikkönen       | Ferrari              | 31     | +2:22.841           | 7           |        |
| 15      | 15     | Sebastian Vettel     | Red Bull-Renault     | 30     | Spin                | 13          |        |
| 16      | 12     | Sébastien Buemi      | Toro Rosso-Ferrari   | 30     | Spin                | 20          |        |
| 17      | 20     | Adrian Sutil         | Force India-Mercedes | 30     | +1 ronde            | 19          |        |
| 18      | 21     | Giancarlo Fisichella | Force India-Mercedes | 29     | Spin                | 18          |        |
| Ret     | 5      | Robert Kubica        | BMW Sauber           | 1      | Motor               | 6           |        |
| Ret     | 2      | Heikki Kovalainen    | McLaren-Mercedes     | 0      | Spin                | 14          |        |

## Noot
- Dit was de vijfde pole position en de eerste snelste ronde voor Jenson Button.

1999 · 2000 · 2001 · 2002 · 2003 · 2004 · 2005 · 2006 · 2007 · 2008 · 2009 · 2010 · 2011 · 2012 · 2013 · 2014 · 2015 · 2016 · 2017